# Special Reconnaissance Regiment
Special Reconnaissance Regiment, zkráceně SRR, je nejnovější složkou sloužící u Britských speciálních jednotek, např. vedle SAS. Pluk byl založen 6. dubna 2005 a velitelství sídlí v Herefordu. Úkolem jednotek je průzkum a podpora SAS nebo SBS.

## Historie
Do médií se jednotka dostala poté co se 22. července 2005 podílela na vraždě Brazilce Jeana Charlese de Menezea,[zdroj?] který byl podezřelý z terorismu, což se však nikdy neprokázalo a v Brazílii čin zvedl vlnu odporu. 19. září byli dva členové jednotky uvězněni ve městě Basra. V roce 2009 byla jednotka nasazena do Severního Irska do bojů proti Pravé irské republikánské armádě.